# Abbey Lincoln
Anna Marie Wooldridge (6. kolovoza 1930. – 14. kolovoza 2010.), američka pjevačica, glumica i kantautorica.